# Pentaceropsis recurvirostris
Pentaceropsis recurvirostris är en fiskart som först beskrevs av Richardson, 1845.  Pentaceropsis recurvirostris ingår i släktet Pentaceropsis och familjen Pentacerotidae. Inga underarter finns listade i Catalogue of Life.